# Pascal Zuberbühler
Pascal Zuberbühler (Frauenfeld, Suiza, 8 de enero de 1971) es un exfutbolista suizo. Jugaba de portero y su último club fue el Fulham, donde en 2011 finalizó su contrato. Hasta 2017 fue el entrenador de porteros de Derby County de Inglaterra.
Ha sido internacional con la Selección de fútbol de Suiza en 48 partidos.
En el Mundial de Alemania 2006 no permitió que le marcaran goles como arquero titular de la Selección de Suiza en 400 minutos de fútbol en cuatro partidos. En el Grupo G frente a Francia, Corea del Sur y Togo. No obstante en el juego de octavos de final frente a los ucranianos, Suiza cayó en la definición con lanzamientos desde el punto penal 3:0, en donde Zuberbühler lograra atajar un solo cobro.
De esta forma, Suiza es el único equipo en la historia de la Copa Mundial de Fútbol que no ha recibido un solo gol en los partidos que jugó.
Pascal Zuberbühler se convirtió en el entrenador de porteros del Derby County a finales de junio de 2015.
A lo largo de su carrera como jugador decorado, Zuberbühler jugado al más alto nivel para el club y el país.
Su principal éxito llegó en su Suiza natal a nivel de clubes, en la cual llegó a levantar seis títulos de liga suizos y tres copas, así como un juego de fútbol de la Liga de Campeones durante un hechizo 14 años que comenzó a Grasshopper Club Zürich y lo llevó al FC Basilea.
En el ámbito internacional, se ganó 51 veces internacional con Suiza ofrecen en la Euro 2004, Euro 2008 y el Mundial de 2006, este último en el que guardaba cuatro a cero en cuatro juegos como el suizo se retiró a Ucrania en los penaltis en el último-16.
Sus actuaciones le valieron un movimiento a la Premier League, donde jugó por primera vez para el West Bromwich Albion, antes de terminar su carrera en Fulham tras un breve paso atrás en Suiza, donde ayudó a Neuchatel Xamax ganar la promoción.
Zuberbühler ha ocupado el cargo de entrenador de porteros en tres ocasiones con la selección nacional de Filipinas, así como en el Swiss secundarios máxima categoría BSC Young Boys.

## Participaciones en Copas del Mundo
| Mundial                        | Sede     | Resultado        |
| ------------------------------ | -------- | ---------------- |
| Copa Mundial de Fútbol de 2006 | Alemania | Octavos de final |

## Clubes
| Club                 | País       | Año       |
| -------------------- | ---------- | --------- |
| Grasshopper          | Suiza      | 1992-1999 |
| FC Aarau             | Suiza      | 2000      |
| Bayer Leverkusen     | Alemania   | 2000-2001 |
| FC Basel             | Suiza      | 2001-2006 |
| West Bromwich Albion | Inglaterra | 2006-2007 |
| Neuchâtel Xamax      | Suiza      | 2007-2008 |
| Fulham FC            | Inglaterra | 2008-2011 |